# Echinogorgia russelli
Echinogorgia russelli is een zachte koraalsoort uit de familie Plexauridae. De koraalsoort komt uit het geslacht Echinogorgia. Echinogorgia russelli werd in 1949 voor het eerst wetenschappelijk beschreven door Bayer. 